# Выборы столицы летних Олимпийских игр 2016 года
13 сентября 2007 года семь городов подали заявки на участие в выборах столицы летних Олимпийских и Паралимпийских игр 2016. 14 сентября Международный олимпийский комитет (МОК) признал все эти города заявителями. 4 июня 2008 года исполнительный совет МОК отобрала четвёрку сильнейших городов-кандидатов. Этими городами стали Чикаго, Мадрид, Рио-де-Жанейро и Токио; решения были приняты в ходе встречи в Афинах (Греция).
МОК определил четыре города-кандидата после детального изучения портфелей заявителей, поступивших в рабочую группу МОК 14 января 2008 года. 11 февраля 2009 года эти четыре города подали в МОК портфели кандидатов. Оценочная комиссия МОК проанализировала их и осуществила выездные проверки в Чикаго (апрель 4-7, 2009), Токио (16-19 апреля 2009), Рио-де-Жанейро (27 апреля–2 мая 2009) и Мадриде (Май 5-8, 2009). Под руководством Наваль Эль-Мутавакель Оценочная комиссия выпустила свой отчёт 2 сентября 2009 года, за один месяц до выборов.
2 октября 2009 года в Копенгагене (Дания), в присутствии глав государств из всех четырех городов-кандидатов, прошла 121-я сессия МОК. Чикаго начал презентацию в Белла-Центре. За ним шли Токио, Рио-де-Жанейро и Мадрид. В этих презентациях приняли участие несколько знаменитостей, таких как король Испании, Опра Уинфри и Пеле. Перед голосованием свой доклад перед участникам сессии представила Оценочная комиссия МОК. Голосование состоялось за три раунда исчерпывающего избирательного процесса. Чикаго выбыл в первом раунде, за ним такая же участь постигла Токио.
Рио-де-Жанейро победил Мадрид в последнем туре, 66 голосов против 32, получив право на проведение летних Олимпийских игр и Паралимпийских игр 2016. Бразилия станет первой португалоязычной страной и Рио-де-Жанейро — первым городом в Южной Америке, который будет принимать летние Олимпийские игры. Официальное заявление о победе Рио-де-Жанейро на широко транслируемой церемонии сделал Жак Рогге, президент МОК. Соревнование за право принимать игры, которые считают одними из первых истории, были омрачены чередой скандалов, таких как шпионаж, расизм и оппозиционные движения.
Из шести городов, которые не смогли завоевать проведения Олимпийских игр 2016, четыре подали заявку на право принимать Олимпиаду 2020. Баку, Доха, Мадрид и Токио были официальными заявителями. Из них Мадрид и Токио стали кандидатами и в конце концов победил Токио.

## Процесс выборов
Процесс выбора олимпийской столицы начинается с того, что Национальный олимпийский комитет (НОК) подает заявку своего города в Международный олимпийский комитет (МОК), и заканчивается избранием столицы членами МОК во время очередной сессии. Процесс регулируется Олимпийской хартией, как указано в главе 5, правиле 34.
Начиная с 1999 года процесс состоит из двух этапов. Во время первой фазы, которая начинается сразу после окончания срока подачи заявок, «города-заявители» обязаны ответить на ряд вопросов, охватывающих темы, важные для успеха организации игр. Эта информация позволяет МОК анализировать возможности будущих организаторов, сильные и слабые стороны их планов. После детального изучения представленных анкет и дальнейших докладов, Исполнительный совет МОК выбирает города, которые принимают участие в следующем этапе. Второй этап является настоящей кандидатской стадией: города, заявки которых приняты (дальше их называют «города-кандидаты»), обязаны подать вторую анкету в виде расширенного, более детального, кандидатского портфеля. Эти портфели внимательно изучает Оценочная комиссия МОК, которая состоит из членов МОК, представителей международных спортивных федераций, НОК, спортсменов, Международный паралимпийский комитета и международных экспертов в различных областях. Члены оценочной комиссии затем делают четырехдневный осмотр каждого из городов-кандидатов, где они проверяют предложенные спортивные сооружения и резюмируют относительно деталей в кандидатских портфелях. Оценочная комиссия описывает результаты своей проверки в отчете, который она направляет членам МОК за месяц до сессии МОК.
Сессия МОК, на которой выбирают город-организатор, происходит в стране, которая не подавала заявку на право быть хозяином Олимпиады. Выборы проводят активные члены МОК (за исключением почетных и уважаемых членов), прибывших на сессию, каждый из которых имеет один голос. Участники из стран, чей город принимает участие в выборах, не голосуют пока город еще не выбыл из голосования. Голосование проходит в несколько раундов, пока одна из заявок не набирает абсолютного большинства голосов; если этого не происходит в первом туре, то заявка с наименьшим количеством голосов выбывает, и голосование повторяется. В случае равенства очков за наименьшее количество голосов, проводится специальный тур голосования с которого победитель выходит в следующий раунд. После объявления города-хозяина делегация этого города подписывает «договор города-хозяина» с МОК, который делегирует обязанности организатора игр городу и соответствующему НОК.

### Оценивания

#### Этап подачи заявок

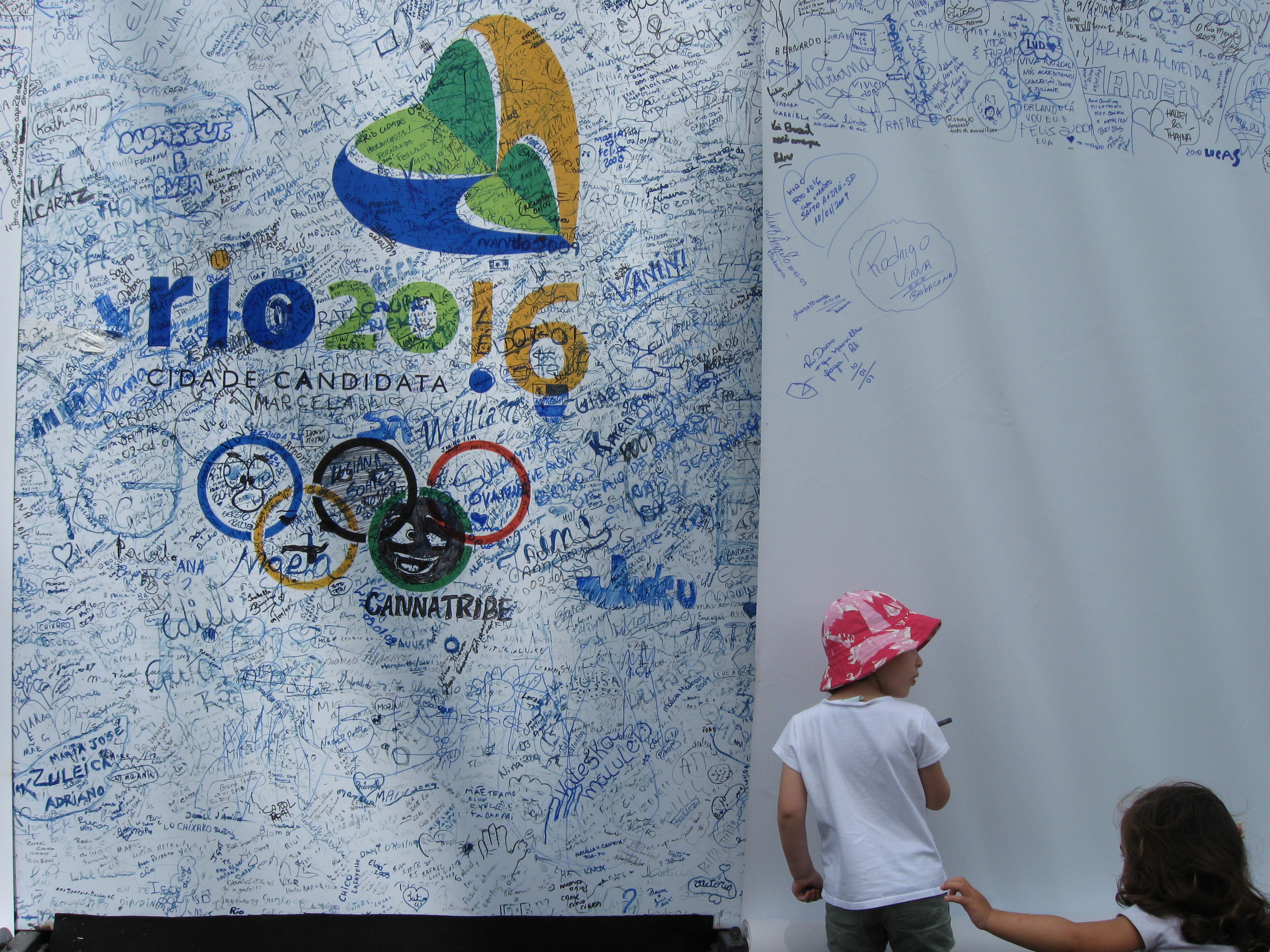
Маленькая девочка ставит свою подпись в поддержку кандидатуры Рио-де-Жанейро на проведение Олимпийских игр 2016 года (январь 2009 года)

Крайним сроком подачи заявок на летние Олимпийские игры 2016 года 13 сентября 2007 года. Семь городов, подавших заявки до этой даты, также должны были до 14 января 2008 сдать анкеты первого этапа. На основе анализа анкет МОК дал средневзвешенный балл для каждого города на основе баллов, которые он поставил каждому городу из одиннадцати тем: государственная и общественная поддержка, общая инфраструктура, спортивные объекты, Олимпийская деревня, условия окружающей среды и воздействие на него, проживание, транспорт, безопасность, опыт прошлых спортивных соревнований, финансы и наследие. Если средний балл превышал 6, то город считался хорошо подготовленным к проведению игр; в противном случае его шансы были очень малы. 4 июня 2008 года МОК объявил города, которые стали кандидатами: четыре из пяти самых рейтинговых претендентов вышли в следующий этап как официальные города-кандидаты. Как указано, МОК предоставил им право использовать Олимпийские кольца на своей кандидатской эмблеме, вместе с ярлыком идентификации каждого города-кандидата. МОК пошел против прецедента, когда выбрал Рио-де-Жанейро вместо Дохи, города, набравшего высший балл, но выбывшего из числа претендентов. Недостатками Дохи были небольшое население, отсутствие  удобств и сроки проведения за пределами желаемого периода МОК.
Рабочая группа разделила отчет об оценке на одиннадцать подробных тем и весовых коэффициентов: правительственная поддержка, юридические вопросы и общественное мнение (2); общая инфраструктура (5); спортивные комплексы (4); Олимпийская деревня (3); условия окружающей среды и воздействие на нее (2); проживание (5); транспортная концепция (3); безопасность и охрана (3); опыт прошедших спортивных мероприятий (2); финансы (3); общий проект и наследие. Весовые коэффициенты, меняющиеся от 1 до 5 (5 - наивысший), были отнесены рабочей группой к каждому из критериев, которые отображают уровень информации, поданной городом-кандидатом на этом этапе произведения выборов, и потенциал возможного за 7 лет уровня, необходимого для организации Олимпийских игр. Рабочая группа установила значение 6 (по шкале от 1 до 10) как минимально необходимый уровень. Эта отметка касалась общей оценки и оценки каждой из 11 критериев. При выставлении оценки рабочая группа смотрела на такие критерии как: качество, количество, место, концепция и тому подобное.
| Критерии                                                               | Вес               | Баку | Баку | Чикаго | Чикаго | Доха | Доха | Мадрид | Мадрид | Прага | Прага | Рио-де-Жанейро | Рио-де-Жанейро | Токио | Токио |
| Критерии                                                               | Вес               | AZE  | AZE  | USA    | USA    | QAT  | QAT  | ESP    | ESP    | CZE   | CZE   | BRA            | BRA            | JPN   | JPN   |
| Критерии                                                               | Вес               | Min  | Max  | Min    | Max    | Min  | Max  | Min    | Max    | Min   | Max   | Min            | Max            | Min   | Max   |
| ---------------------------------------------------------------------- | ----------------- | ---- | ---- | ------ | ------ | ---- | ---- | ------ | ------ | ----- | ----- | -------------- | -------------- | ----- | ----- |
| Проживание                                                             | 5                 | 2.6  | 4.8  | 9.4    | 9.8    | 5.5  | 7.7  | 7.8    | 8.8    | 5.1   | 5.8   | 5.5            | 6.4            | 9.6   | 10.0  |
| Условия окружающей среды и воздействие на нее                          | 2                 | 4.2  | 6.0  | 6.0    | 8.0    | 6.4  | 8.2  | 7.4    | 8.8    | 5.4   | 7.4   | 5.6            | 7.6            | 7.6   | 8.8   |
| Опыт прошедших спортивных мероприятий                                  | 2                 | 3.8  | 6.4  | 5.4    | 8.0    | 6.0  | 7.6  | 7.2    | 8.2    | 4.4   | 6.4   | 6.6            | 7.9            | 6.0   | 8.0   |
| Финансы                                                                | 3                 | 4.8  | 6.4  | 6.5    | 8.0    | 6.7  | 8.6  | 6.5    | 8.5    | 4.8   | 6.7   | 6.0            | 7.7            | 7.0   | 8.5   |
| Общая инфраструктура                                                   | 5                 | 3.8  | 5.6  | 5.5    | 7.4    | 5.5  | 7.5  | 7.9    | 8.9    | 4.2   | 6.0   | 5.3            | 7.2            | 7.6   | 8.9   |
| Правительственная поддержка, юридические вопросы и общественное мнение | 3                 | 5.7  | 7.4  | 6.2    | 7.9    | 7.0  | 8.7  | 7.5    | 9.0    | 4.3   | 6.7   | 7.3            | 8.8            | 7.0   | 8.5   |
| Олимпийская деревня                                                    | 3                 | 6.8  | 8.1  | 7.0    | 8.6    | 6.9  | 8.6  | 7.4    | 8.7    | 4.9   | 7.2   | 6.0            | 7.7            | 7.5   | 8.9   |
| Общий проект и наследие                                                | 3                 | 3.0  | 5.0  | 5.0    | 8.0    | 5.0  | 7.0  | 8.0    | 9.0    | 4.0   | 5.0   | 5.5            | 8.0            | 7.0   | 9.0   |
| Безопасность и охрана                                                  | 3                 | 4.4  | 5.8  | 7.1    | 8.2    | 5.5  | 7.1  | 7.1    | 7.9    | 4.4   | 6.1   | 4.6            | 7.0            | 7.9   | 9.0   |
| Спортивные комплексы                                                   | 4                 | 3.2  | 5.6  | 5.8    | 7.2    | 6.8  | 8.2  | 7.9    | 8.8    | 5.0   | 6.3   | 5.8            | 7.4            | 6.9   | 8.7   |
| Транспортная концепция                                                 | 3                 | 6.0  | 8.5  | 5.3    | 7.8    | 6.5  | 8.3  | 8.0    | 9.0    | 4.8   | 7.0   | 5.5            | 7.5            | 7.5   | 8.5   |
| Общий коэффициент                                                      | Общий коэффициент | 4.3  | 4.3  | 7.0    | 7.0    | 6.9  | 6.9  | 8.1    | 8.1    | 5.3   | 5.3   | 6.4            | 6.4            | 8.3   | 8.3   |

#### Этап кандидатур
Наваль Эль-Мутавакель из Марокко возглавляла оценочную комиссию. Она также была председателем оценочной комиссии во время выборов столицы летних Олимпийских игр 2012. В ее состав также входили Исполнительный директор Олимпийских игр Жильбер Фелли, член МОК Чинг-Куо Ву из Китайского Тайбея, член МОК Крейг Риди из Великобритании, член МОК Ги Дрю из Франции, член МОК Мунир Сабет из Египта, член МОК и представитель Комиссии спортсменов Александр Попов из России, член МОК и представитель ASOIF Элс ван Бреда Врисман из Нидерландов и представитель IPC Грегори Гартунг из Австралии.
Во втором квартале 2009 года комиссия провела выездные проверки. С 2 по 8 апреля — Чикаго, с 14 по 20 апреля — Токио, с 27 апреля по 3 мая — Рио-де-Жанейро, с 4 по 9 мая — Мадрид. В отличие от прошлых лет продолжительность визитов комиссии увеличилось с четырех дней до семи. Они выпустили комплексную техническую оценки для членов МОК за месяц до выборов в октябре 2009 года.

### Выборы
На 121-й сессии МОК в Копенгагене 2 октября 2009 года состоялось окончательное голосование. Три тура прошли в течение 15-минутного периода, и хотя результаты первых двух туров были объявлены сразу, результат третьего тура объявили лишь через час. Результаты представлены в таблице снизу:

### Результаты голосования
| Город                                                  | Город                    | НОК            | 1-й раунд | 1-й раунд | 2-й раунд | 2-й раунд | 3-й раунд | 3-й раунд | Члены НОК, которые не голосовали                                     | Члены НОК, которые не голосовали                                                         |
| ------------------------------------------------------ | ------------------------ | -------------- | --------- | --------- | --------- | --------- | --------- | --------- | -------------------------------------------------------------------- | ---------------------------------------------------------------------------------------- |
| Рио-де-Жанейро                                         | Рио-де-Жанейро           | Бразилия (COB) | 26        | 26        | 46        | 46        | 66        | 66        | Члены претенденты от стран, городов (7)                              | Другие члены МОК (4)                                                                     |
| Мадрид                                                 | Мадрид                   | Испания (COE)  | 28        | 28        | 29        | 29        | 32        | 32        | Члены претенденты от стран, городов (7)                              | Другие члены МОК (4)                                                                     |
| Токио                                                  | Токио                    | Япония (JOC)   | 22        | 22        | 20        | 20        | —         | —         | - Де Франц - Истон - Игая - Окано - Авеланж - Нузман - Самаранч, мл. | - Рогге (президент МОК) - Ли (лишённый) - Диалло (отсутствующий) - Койву (отсутствующий) |
| Чикаго                                                 | Чикаго                   | США (USOC)     | 18        | 18        | —         | —         | —         | —         | - Де Франц - Истон - Игая - Окано - Авеланж - Нузман - Самаранч, мл. | - Рогге (президент МОК) - Ли (лишённый) - Диалло (отсутствующий) - Койву (отсутствующий) |
| Город                                                  | Детали голосования       |                |           |           |           |           |           |           | - Де Франц - Истон - Игая - Окано - Авеланж - Нузман - Самаранч, мл. | - Рогге (президент МОК) - Ли (лишённый) - Диалло (отсутствующий) - Койву (отсутствующий) |
| Белла-Центр 121-я сессия МОК 2 октября 2009 Копенгаген | Члены с правом голоса    | 95             | 95        | 97        | 97        | 99        | 99        |           | - Де Франц - Истон - Игая - Окано - Авеланж - Нузман - Самаранч, мл. | - Рогге (президент МОК) - Ли (лишённый) - Диалло (отсутствующий) - Койву (отсутствующий) |
| Белла-Центр 121-я сессия МОК 2 октября 2009 Копенгаген | Участники                | 94             | 94        | 96        | 96        | 98        | 98        |           | - Де Франц - Истон - Игая - Окано - Авеланж - Нузман - Самаранч, мл. | - Рогге (президент МОК) - Ли (лишённый) - Диалло (отсутствующий) - Койву (отсутствующий) |
| Белла-Центр 121-я сессия МОК 2 октября 2009 Копенгаген | Воздержались             | 0              | 0         | 1         | 1         | 0         | 0         |           | - Де Франц - Истон - Игая - Окано - Авеланж - Нузман - Самаранч, мл. | - Рогге (президент МОК) - Ли (лишённый) - Диалло (отсутствующий) - Койву (отсутствующий) |
| Белла-Центр 121-я сессия МОК 2 октября 2009 Копенгаген | Действительные бюллетени | 94             | 94        | 95        | 95        | 98        | 98        |           | - Де Франц - Истон - Игая - Окано - Авеланж - Нузман - Самаранч, мл. | - Рогге (президент МОК) - Ли (лишённый) - Диалло (отсутствующий) - Койву (отсутствующий) |